# Liste des conjoints des souverains de Sicile
Les conjoints des souverains de Sicile ont pour la plupart partagé le titre de leur époux ; à une exception près, le monarque était un roi et son épouse prenait de façon systématique le titre de reine. Le seul cas de reine régnante est Marie Ire et son mari fut un roi consort de Sicile, avant de lui succéder à son veuvage.
Aussi étonnant que cela puisse paraître, une femme, Constance de Hauteville, a transmis le royaume à son mari mais est devenue reine consort de Sicile sans être considérée comme reine régnante. À la mort de son mari, elle exerça la régence au nom de son fils sans revendiquer le trône. On pourrait considérer qu'il en est de même avec Constance de Hohenstaufen, épouse de Pierre III d'Aragon, mais son mari tenait la Sicile autant par les droits de sa femme que par la conquête sur Charles Ier d'Anjou après les Vêpres siciliennes.
Le titre disparaît en 1816 quand Ferdinand de Bourbon-Sicile proclame l'union des royaumes de Naples et de Sicile sous le nom de royaume des Deux-Siciles.

## Maison de Hauteville (1062-1194)

### Comtesses de Sicile (1062-1130)
| Portrait | Nom (dates)                         | Conjoint(s)                                                                           | Titres                                                                                            | Eléments biographiques |
| -------- | ----------------------------------- | ------------------------------------------------------------------------------------- | ------------------------------------------------------------------------------------------------- | --- |
|          | Judith d'Évreux (1040-1076)         | - Roger Ier de Sicile (mariage en 1061)                                               | - Comtesse de Sicile (1062-1076)                                                                  | - Princesse rollonide. Fille de Guillaume d'Évreux et d'Hawise de Giroie. |
|          | Éremburge de Mortain (1060-1087)    | - Roger Ier de Sicile (mariage en 1077)                                               | - Comtesse de Sicile (1077-1087)                                                                  | - Fille de Guillaume de Mortain. - Mère de Félicie de Hauteville. |
|          | Adélaïde de Montferrat (1075-1118)  | - Roger Ier de Sicile (mariage en 1089) - Baudouin Ier de Jérusalem (mariage en 1113) | - Comtesse de Sicile (1089-1101) - Régente de Sicile (1101-1112) - Reine de Jérusalem (1113-1117) | - Princesse de la maison Alérame. Fille de Manfred de Savone et d'Agnès de Vermandois. - Mère de Simon de Sicile et de Roger II de Sicile.                                                     |
|          | Elvire de Castille (1100/1104-1135) | - Roger II de Sicile (mariage en 1117)                                                | - Comtesse (1117-1130) puis reine (1130-1135) de Sicile - Princesse de Tarente (1128-1132)        | - Princesse de la Dynastie Jiménez. Fille d'Alphonse VI de León et de Zaida de Séville. - Mère de Roger III d'Apulie, de Tancrède de Bari, d'Alphonse de Capoue et de Guillaume Ier de Sicile. |

### Reines de Sicile (1130-1194)
| Portrait | Nom (dates)                         | Conjoint(s)                                                                           | Titres                                                                                     | Eléments biographiques |
| -------- | ----------------------------------- | ------------------------------------------------------------------------------------- | ------------------------------------------------------------------------------------------ | --- |
|          | Elvire de Castille (1100/1104-1135) | - Roger II de Sicile (mariage en 1117)                                                | - Comtesse (1117-1130) puis reine (1130-1135) de Sicile - Princesse de Tarente (1128-1132) | - Princesse de la dynastie Jiménez. Fille d'Alphonse VI de León et de Zaida de Séville. - Mère de Roger III d'Apulie, de Tancrède de Bari, d'Alphonse de Capoue et de Guillaume Ier de Sicile. |
|          | Sibylle de Bourgogne (1126-1150)    | - Roger II de Sicile (mariage en 1149)                                                | - Reine de Sicile (1149-1150)                                                              | - Princesse de la maison capétienne de Bourgogne. Fille d'Hugues II de Bourgogne et de Mathilde de Mayenne.                                                                                    |
|          | Beatrix de Rethel (1131-1185)       | - Roger II de Sicile (mariage en 1151)                                                | - Reine de Sicile (1151-1154)                                                              | - Princesse de la maison de Rethel. Fille d'Ithier de Rethel et de Béatrice de Namur. - Mère de Constance de Hauteville.                                                                       |
|          | Marguerite de Navarre (1134-1182)   | - Guillaume Ier de Sicile (mariage en 1150)                                           | - Reine de Sicile (1154-1166) - Régente de Sicile (1166-1171)                              | - Princesse de la dynastie Jiménez. Fille de Garcia V de Navarre et de Marguerite de l'Aigle. - Mère de Guillaume II de Sicile.                                                                |
|          | Jeanne d'Angleterre (1165-1199)     | - Guillaume II de Sicile (mariage en 1177) - Raymond VI de Toulouse (mariage en 1196) | - Reine de Sicile et princesse de Tarente (1177-1189) - Comtesse de Toulouse (1196-1199)   | - Princesse de la maison Plantagenêt. Fille d'Henri II d'Angleterre et d'Aliénor d'Aquitaine. - Mère de Raymond VII de Toulouse.                                                               |
|          | Sibylle d'Acerra (1165-1195)        | - Tancrède de Lecce                                                                   | - Reine de Sicile et princesse de Tarente (1189-1194) - Régente de Sicile (1194)           | - Fille de Roger d'Acerra. - Mère de Roger III de Sicile, de Guillaume III de Sicile et d'Elvire de Lecce.                                                                                     |

## Maison de Hohenstaufen (1194-1266)
| Portrait | Nom (dates)                          | Conjoint(s)                                                                          | Titres | Eléments biographiques |
| -------- | ------------------------------------ | ------------------------------------------------------------------------------------ | --- | --- |
|          | Constance de Hauteville (1154-1198)  | - Henri VI du Saint-Empire (mariage en 1186)                                         | - Reine de Germanie (1186-1197) - Impératrice du Saint-Empire (1191-1197) - Reine de Sicile (1194-1197)                                                                 | - Princesse de la maison de Hauteville. Fille de Roger II de Sicile et de Beatrix de Rethel. - Mère de Frédéric II du Saint-Empire.                                                             |
|          | Constance d'Aragon (1179-1222)       | - Imre de Hongrie (mariage en 1198) - Frédéric II du Saint-Empire (mariage en 1209)  | - Reine de Hongrie (1198-1204) - Reine de Sicile (1209-1222) - Duchesse de Souabe (1212-1216) - Reine de Germanie (1212-1220) - Impératrice du Saint-Empire (1220-1222) | - Princesse de la maison de Barcelone. Fille d'Alphonse II d'Aragon et de Sancha de Castille. - Mère de Ladislas III de Hongrie et d'Henri II de Souabe.                                        |
|          | Isabelle II de Jérusalem (1212-1228) | - Frédéric II du Saint-Empire (mariage en 1225)                                      | - Reine de Jérusalem (de plein droit, 1212-1228) - Impératrice du Saint-Empire, reine de Germanie et de Sicile (1225-1228)                                              | - Princesse de la maison de Brienne. Fille de Jean de Brienne et de Marie de Montferrat. - Mère de Conrad IV de Hohenstaufen.                                                                   |
|          | Isabelle d'Angleterre (1214-1241)    | - Frédéric II du Saint-Empire (mariage en 1235)                                      | - Impératrice du Saint-Empire et reine de Sicile (1235-1241) - Reine de Germanie (1235-1237)                                                                            | - Princesse de la maison Plantagenêt. Fille de Jean sans Terre et d'Isabelle d'Angoulême. - Mère de Marguerite de Sicile.                                                                       |
|          | Élisabeth de Bavière (1227-1273)     | - Conrad IV de Hohenstaufen (mariage en 1246) - Meinhard de Goritz (mariage en 1259) | - Reine de Germanie, de Sicile et de Jérusalem, duchesse de Souabe (1246-1254) - Comtesse de Goritz et de Tyrol (1259-1273)                                             | - Princesse de la maison de Wittelsbach. Fille d'Othon II de Bavière et d'Agnès du Palatinat. - Mère de Conradin de Hohenstaufen, d'Élisabeth de Tyrol, d'Othon de Goritz et d'Henri de Goritz. |
|          | Hélène Ange Doukas (1242-1271)       | - Manfred Ier de Sicile (mariage en 1259)                                            | - Reine de Sicile (1259-1266) | - Princesse de la famille Ange. Fille de Michel II Doukas et de Théodora Petraliphaina. |

## Maison capétienne d'Anjou-Sicile (1266-1282)
| Portrait | Nom (dates)                                  | Conjoint                                | Titres | Eléments biographiques |
| -------- | -------------------------------------------- | --------------------------------------- | --- | --- |
|          | Béatrice de Provence (1229-1267)             | - Charles Ier d'Anjou (mariage en 1246) | - Comtesse de Provence et de Forcalquier (de plein droit, 1245-1267) - Comtesse d'Anjou et du Maine (1246-1267) - Reine de Sicile et de Naples, princesse de Tarente (1266-1267)                                                  | - Princesse de la maison de Barcelone. Fille de Raymond-Bérenger IV de Provence et de Béatrice de Savoie. - Mère de Blanche d'Anjou, de Béatrice de Sicile, de Charles II d'Anjou et d'Isabelle d'Anjou. |
|          | Marguerite de Bourgogne-Tonnerre (1250-1308) | - Charles Ier d'Anjou (mariage en 1268) | - Comtesse de Tonnerre (de plein droit, 1262-1308) - Reine de Sicile (1268-1282) - Reine de Naples, princesse de Tarente, comtesse d'Anjou et du Maine (1268-1285) - Reine d'Albanie (1272-1285) - Princesse d'Achaïe (1278-1285) | - Princesse de la maison capétienne de Bourgogne. Fille d'Eudes de Bourgogne et de Mathilde II de Bourbon.                                                                                               |

## Maison de Barcelone (1282-1410)
| Portrait | Nom (dates)                           | Conjoint(s)                                                                                   | Titres | Eléments biographiques | Armoiries |
| -------- | ------------------------------------- | --------------------------------------------------------------------------------------------- | --- | --- | --------- |
|          | Constance de Hohenstaufen (1248-1302) | - Pierre III d'Aragon (mariage en 1262)                                                       | - Reine d'Aragon et de Sicile (1276-1285)                                                                                      | - Princesse de la maison de Hohenstaufen. Fille de Manfred Ier de Sicile et de Béatrice de Savoie. - Mère d'Alphonse III d'Aragon, de Jacques II d'Aragon, de sainte Élisabeth d'Aragon, de Frédéric II de Sicile et de Yolande d'Aragon.                                           |           |
|          | Isabelle de Castille (1283-1328)      | - Jacques II d'Aragon (mariage en 1291) - Jean II de Bretagne (mariage en 1310)               | - Reine d'Aragon et de Sicile (1291-1295) - Duchesse de Bretagne (1312-1328)                                                   | - Princesse de la maison d'Ivrée. Fille de Sanche IV de Castille et de María de Molina. |           |
|          | Blanche d'Anjou (1280-1310)           | - Jacques II d'Aragon (mariage en 1295)                                                       | - Reine d'Aragon (1295-1310) - Reine de Sicile (1295-1296)                                                                     | - Princesse de la maison capétienne d'Anjou-Sicile. Fille de Charles II d'Anjou et de Marie de Hongrie. - Mère de Jacques d'Aragon, d'Alphonse IV d'Aragon et d'Isabelle d'Aragon.                                                                                                  |           |
|          | Éléonore d'Anjou (1289-1341)          | - Philippe de Toucy (mariage en 1299) - Frédéric II de Sicile (mariage en 1303)               | - Dame de Laterza (1299-1300) - Reine de Sicile (1303-1337)                                                                    | - Princesse de la maison capétienne d'Anjou-Sicile. Fille de Charles II d'Anjou et de Marie de Hongrie. - Mère de Pierre II de Sicile, de Manfred d'Athènes, de Constance de Sicile, d'Élisabeth de Sicile, de Guillaume II d'Athènes, de Jean d'Aragon et de Marguerite de Sicile. |           |
|          | Élisabeth de Carinthie (1298-1352)    | - Pierre II de Sicile (mariage en 1322)                                                       | - Reine de Sicile (1337-1342) - Régente de Sicile (1348-1352)                                                                  | - Princesse de la maison de Goritz. Fille d'Othon de Goritz et d'Euphémie de Silésie-Liegnitz. - Mère d'Éléonore de Sicile, de Louis Ier de Sicile et de Frédéric III de Sicile. |           |
|          | Constance d'Aragon (1340-1363)        | - Frédéric III de Sicile (mariage en 1361)                                                    | - Reine de Sicile (1361-1363)                                                                                                  | - Princesse de la maison de Barcelone. Fille de Pierre IV d'Aragon et de Marie de Navarre. - Mère de Marie Ire de Sicile. |           |
|          | Antonia des Baux (1355-1374)          | - Frédéric III de Sicile (mariage en 1373)                                                    | - Reine de Sicile (1373-1374)                                                                                                  | - Princesse de la famille des Baux. Fille de François des Baux et de Marguerite de Tarente. |           |
|          | Martin Ier de Sicile (1374-1409)      | - Marie Ire de Sicile (mariage en 1391) - Blanche Ire de Navarre (mariage en 1403)            | - Roi de Sicile (consort 1391-1401 puis de plein droit 1401-1409)                                                              | - Prince de la maison de Barcelone. Fils de Martin Ier d'Aragon et de Maria de Luna. - Père de Pierre d'Aragon. |           |
|          | Blanche Ire de Navarre (1387-1441)    | - Martin Ier de Sicile (mariage en 1402) - Jean II d'Aragon (mariage en 1420)                 | - Reine de Sicile (1402-1409) - Reine de Navarre (de plein droit, 1425-1441) - Duchesse de Nemours (de plein droit, 1428-1441) | - Princesse de la maison capétienne d'Évreux-Navarre. Fille de Charles III de Navarre et d'Éléonore de Castille. - Mère de Charles de Viane, de Blanche II de Navarre et d'Éléonore de Navarre.                                                                                     |           |
|          | Marguerite de Prades (1395-1429)      | - Martin Ier d'Aragon (mariage en 1409) - Juan de Vilaragut Álvarez de Haro (mariage en 1415) | - Reine d'Aragon et de Sicile (1409-1410)                                                                                      | - Princesse de la maison de Barcelone. Fille de Pedro de Padres et de Juana de Cabrera. |           |

## Maison de Trastamare (1410-1516)
| Portrait | Nom (dates)                          | Conjoint(s) | Titres | Eléments biographiques | Armoiries |
| -------- | ------------------------------------ | --- | --- | --- | --------- |
|          | Éléonore d'Albuquerque (1374-1435)   | - Ferdinand Ier d'Aragon (mariage en 1393)                                                                                       | - Comtesse d'Albuquerque (de plein droit, 1381-1435) - Reine d'Aragon et de Sicile (1412-1416)                                                                                                 | - Princesse de la maison de Trastamare. Fille de Sanche de Castille et de Béatrice de Portugal. - Mère d'Alphonse V d'Aragon, de Marie d'Aragon, de Jean II d'Aragon et d'Éléonore d'Aragon.                         |           |
|          | Marie de Castille (1401-1458)        | - Alphonse V d'Aragon (mariage en 1415)                                                                                          | - Princesse des Asturies (de plein droit, 1401-1405) - Reine d'Aragon, de Majorque, de Valence et de Sicile, comtesse de Barcelone (1416-1458) - Reine de Naples (1442-1458)                   | - Princesse de la maison de Trastamare. Fille d'Henri III de Castille et de Catherine de Lancastre. |           |
|          | Jeanne Enríquez (1425-1468)          | - Jean II d'Aragon (mariage en 1444)                                                                                             | - Reine d'Aragon, de Majorque, de Valence, de Navarre et de Sicile, comtesse de Barcelone (1458-1468)                                                                                          | - Princesse de la famille Enriquez. Fille de Fadrique Enríquez de Mendoza et de Merina de Cordoue. - Mère de Ferdinand II d'Aragon et de Jeanne d'Aragon.                                                            |           |
|          | Isabelle Ire de Castille (1451-1504) | - Ferdinand II d'Aragon (mariage en 1469)                                                                                        | - Reine de Castille et León (de plein droit, 1474-1504) - Reine d'Aragon, de Majorque, de Valence et de Sicile, comtesse de Barcelone (1479-1504) - Reine de Naples (1503-1504)                | - Princesse de la maison de Trastamare. Fille de Jean II de Castille et d'Isabelle de Portugal. - Mère d'Isabelle d'Aragon, de Jean d'Aragon, de Jeanne Ire de Castille, de Marie d'Aragon et de Catherine d'Aragon. |           |
|          | Germaine de Foix (1488-1536)         | - Ferdinand II d'Aragon (mariage en 1505) - Jean de Brandebourg-Ansbach (mariage en 1519) - Ferdinand d'Aragon (mariage en 1526) | - Reine d'Aragon, de Majorque, de Valence, de Sicile et de Naples, comtesse de Barcelone (1505-1516) - Reine de Navarre (1512-1516) - Duchesse de Calabre et vice-reine de Valence (1526-1536) | - Princesse de la maison de Grailly. Fille de Jean de Foix et de Marie d'Orléans. |           |

## Maison de Habsbourg (1516-1700)
| Portrait | Nom (dates)                              | Conjoint                                   | Titres | Eléments biographiques | Armoiries |
| -------- | ---------------------------------------- | ------------------------------------------ | --- | --- | --------- |
|          | Isabelle de Portugal (1503-1539)         | - Charles Quint (mariage en 1526)          | - Reine de Germanie (1526-1530) - Reine de Castille, d'Aragon, de Sicile et de Naples, souveraine des Pays-Bas (1526-1539) - Impératrice du Saint-Empire (1530-1539)                                                    | - Princesse de la maison d'Aviz. Fille de Manuel Ier de Portugal et de Marie d'Aragon. - Mère de Philippe II d'Espagne, de Marie d'Autriche et de Jeanne d'Autriche.                                                                   |           |
|          | Marie Ire d'Angleterre (1516-1558)       | - Philippe II d'Espagne (mariage en 1554)  | - Reine d'Angleterre et d'Irlande (de plein droit, 1553-1558) - Princesse des Asturies (1554-1556) - Reine de Naples et de Sicile, duchesse de Milan (1554-1558) - Reine d'Espagne, souveraine des Pays-Bas (1556-1558) | - Princesse de la maison Tudor. Fille d'Henri VIII d'Angleterre et de Catherine d'Aragon. |           |
|          | Élisabeth de France (1545-1568)          | - Philippe II d'Espagne (mariage en 1559)  | - Reine d'Espagne, de Naples et de Sicile, duchesse de Milan, souveraine des Pays-Bas (1559-1568) | - Princesse de la maison de Valois-Angoulême. Fille d'Henri II de France et de Catherine de Médicis. - Mère d'Isabelle-Claire-Eugénie d'Autriche et de Catherine-Michelle d'Autriche.                                                  |           |
|          | Anne d'Autriche (1549-1580)              | - Philippe II d'Espagne (mariage en 1570)  | - Reine d'Espagne, de Naples et de Sicile, duchesse de Milan, souveraine des Pays-Bas (1570-1580) | - Princesse de la maison de Habsbourg. Fille de Maximilien II du Saint-Empire et de Marie d'Autriche. - Mère de Ferdinand d'Autriche, de Diègue d'Autriche et de Philippe III d'Espagne.                                               |           |
|          | Marguerite d'Autriche-Styrie (1584-1611) | - Philippe III d'Espagne (mariage en 1599) | - Reine d'Espagne, de Naples et de Sicile, duchesse de Milan (1599-1611) | - Princesse de la maison de Habsbourg. Fille de Charles II d'Autriche-Styrie et de Marie-Anne de Bavière. - Mère d'Anne d'Autriche, de Philippe IV d'Espagne, de Marie-Anne d'Autriche, Charles d'Autriche et de Ferdinand d'Autriche. |           |
|          | Élisabeth de France (1602-1644)          | - Philippe IV d'Espagne (mariage en 1615)  | - Princesse des Asturies (1615-1621) - Reine d'Espagne, de Portugal, de Naples et de Sicile, duchesse de Milan, souveraine des Pays-Bas (1621-1644)                                                                     | - Princesse de la maison de Bourbon. Fille d'Henri IV de France et de Marie de Médicis. - Mère de Balthazar-Charles d'Autriche et de Marie-Thérèse d'Autriche.                                                                         |           |
|          | Marie-Anne d'Autriche (1634-1696)        | - Philippe IV d'Espagne (mariage en 1649)  | - Reine d'Espagne, de Portugal, de Naples et de Sicile, duchesse de Milan, souveraine des Pays-Bas (1649-1665) - Régente d'Espagne (1665-1675)                                                                          | - Princesse de la maison de Habsbourg. Fille de Ferdinand III du Saint-Empire et de Marie-Anne d'Autriche. - Mère de Marguerite-Thérèse d'Autriche, de Philippe-Prosper d'Autriche et de Charles II d'Espagne.                         |           |
|          | Marie-Louise d'Orléans (1662-1689)       | - Charles II d'Espagne (mariage en 1679)   | - Reine d'Espagne, de Portugal, de Naples et de Sicile, duchesse de Milan, souveraine des Pays-Bas (1679-1689) | - Princesse de la maison d'Orléans. Fille de Philippe d’Orléans et d'Henriette d'Angleterre. |           |
|          | Marie-Anne de Neubourg (1667-1740)       | - Charles II d'Espagne (mariage en 1690)   | - Reine d'Espagne, de Portugal, de Naples et de Sicile, duchesse de Milan, souveraine des Pays-Bas (1690-1700) | - Princesse de la maison de Witteslsbach. Fille de Philippe-Guillaume de Neubourg, et d'Élisabeth-Amélie de Hesse-Darmstadt. |           |

## Maison de Bourbon (1700-1713)
| Portrait | Nom (dates)                                  | Conjoint                                 | Titres | Eléments biographiques | Armoiries |
| -------- | -------------------------------------------- | ---------------------------------------- | --- | --- | --------- |
|          | Marie-Louise-Gabrielle de Savoie (1688-1714) | - Philippe V d'Espagne (mariage en 1701) | - Reine d'Espagne et duchesse de Milan (1701-1714) - Reine de Naples, de Sicile et de Sardaigne (1701-1713) - Souveraine des Pays-Bas (1701-1710) | - Princesse de la maison de Savoie. Fille de Victor-Amédée II de Savoie et d'Anne-Marie d'Orléans. - Mère de Louis Ier d'Espagne et de Ferdinand VI d'Espagne. |           |

Les Espagnols perdirent le royaume après la guerre de Succession d'Espagne.

## Maison de Savoie (1713-1720)
| Portrait | Nom (dates)                      | Conjoint                                       | Titres                                                                                          | Eléments biographiques | Armoiries |
| -------- | -------------------------------- | ---------------------------------------------- | ----------------------------------------------------------------------------------------------- | --- | --------- |
|          | Anne-Marie d'Orléans (1669-1728) | - Victor-Amédée II de Savoie (mariage en 1684) | - Duchesse de Savoie (1684-1728) - Reine de Sicile (1713-1720) - Reine de Sardaigne (1720-1728) | - Princesse de la maison d'Orléans. Fille de Philippe d'Orléans et d'Henriette d'Angleterre. - Mère de Marie-Adélaïde de Savoie, de Marie-Louise-Gabrielle de Savoie, de Victor-Amédée de Savoie et de Charles-Emmanuel III de Savoie. |           |

En 1720, Victor-Amédée II, jugeant la Sicile trop lointaine, l'échange contre la Sardaigne

## Maison de Habsbourg (1720-1734)
| Portrait | Nom (dates)                                               | Conjoint                                       | Titres | Eléments biographiques | Armoiries |
| -------- | --------------------------------------------------------- | ---------------------------------------------- | --- | --- | --------- |
|          | Élisabeth-Christine de Brunswick-Wolfenbüttel (1691-1750) | - Charles VI du Saint-Empire (mariage en 1708) | - Impératrice du Saint-Empire, reine de Germanie, de Hongrie et de Bohême, archiduchesse d'Autriche (1711-1740) - Duchesse de Milan (1714-1740) - Reine de Naples (1714-1735) - Souveraine des Pays-Bas (1715-1740) - Reine de Sicile (1720-1734) - Duchesse de Parme (1735-1740) | - Princesse de la maison de Brunswick. fille de Louis-Rodolphe de Brunswick-Wolfenbüttel et de Christine-Louise d'Oettingen-Oettingen. - Mère de Marie-Thérèse d'Autriche et de Marie-Anne d'Autriche. |           |

Le royaume est repris en 1734 par les Espagnols pendant la guerre de Succession de Pologne. Le traité de Vienne de 1738 met fin à la guerre et fait reconnaître une branche cadette des Bourbons, la maison de Bourbon-Siciles, légitime au trône de Naples.

## Maison de Bourbon-Siciles (1734-1861)

### Reines de Sicile (1734-1816)
| Portrait | Nom (dates)                           | Conjoint                                           | Titres                                                                   | Eléments biographiques | Armoiries |
| -------- | ------------------------------------- | -------------------------------------------------- | ------------------------------------------------------------------------ | --- | --------- |
|          | Marie-Amélie de Saxe (1724-1760)      | - Charles III d'Espagne (mariage en 1738)          | - Reine de Naples et de Sicile (1738-1759) - Reine d'Espagne (1759-1760) | - Princesse de la maison de Wettin. Fille d'Auguste III de Pologne et de Marie-Josèphe d'Autriche. - Mère de Marie-Josèphe d'Espagne, de Marie-Louise d'Espagne, de Philippe-Antoine de Bourbon, de Charles IV d'Espagne, de Ferdinand Ier des Deux-Siciles et de Gabriel d'Espagne. |           |
|          | Marie-Caroline d'Autriche (1752-1814) | - Ferdinand Ier des Deux-Siciles (mariage en 1768) | - Reine de Naples (1768-1806) - Reine de Sicile (1768-1814)              | - Princesse de la maison de Habsbourg-Lorraine. Fille de François Ier du Saint-Empire et de Marie-Thérèse d'Autriche. - Mère de Marie-Thérèse de Bourbon-Naples, de Louise de Bourbon-Siciles, de Charles de Naples et Sicile, de François Ier des Deux-Siciles, de Marie-Christine de Bourbon-Siciles, de Gennaro de Naples et Sicile, de Joseph de Naples et Sicile, de Marie-Amélie de Bourbon-Siciles, de Marie-Antoinette de Bourbon-Naples, de Marie-Henriette de Bourbon-Siciles et de Léopold de Bourbon-Siciles. |           |

### Reines des Deux-Siciles (1816-1861)
| Portrait | Nom (dates)                                             | Conjoint                                                                                  | Titres                                                                                                  | Eléments biographiques | Armoiries |
| -------- | ------------------------------------------------------- | ----------------------------------------------------------------------------------------- | --- | --- | --------- |
|          | Marie-Isabelle d'Espagne (1789-1848)                    | - François Ier des Deux-Siciles (mariage en 1802) - Francesco del Balzo (mariage en 1839) | - Duchesse de Calabre (1816-1825) - Reine des Deux-Siciles (1825-1830) - Comtesse del Balzo (1839-1848) | - Princesse de la maison de Bourbon. Fille de Charles IV d'Espagne et de Marie-Louise de Bourbon-Parme. - Mère de Louise-Charlotte de Bourbon-Siciles, de Marie-Christine de Bourbon-Siciles, de Ferdinand II des Deux-Siciles, de Charles-Ferdinand de Bourbon-Siciles, de Léopold de Bourbon-Siciles, de Marie-Antoinette de Bourbon-Siciles, d'Antoine de Bourbon-Siciles, de Marie-Amélie de Bourbon-Siciles, de Marie-Caroline de Bourbon-Siciles, de Thérèse-Christine de Bourbon-Siciles, de Louis de Bourbon-Siciles et de François de Paule de Bourbon-Siciles. |           |
|          | Marie-Christine de Savoie (1812-1836)                   | - Ferdinand II des Deux-Siciles (mariage en 1832)                                         | - Reine des Deux-Siciles (1832-1836)                                                                    | - Princesse de la maison de Savoie. Fille de Victor-Emmanuel Ier de Sardaigne et de Marie-Thérèse d'Autriche-Este. - Mère de François II des Deux-Siciles. |           |
|          | Marie-Thérèse de Habsbourg-Lorraine-Teschen (1816-1867) | - Ferdinand II des Deux-Siciles (mariage en 1837)                                         | - Reine des Deux-Siciles (1837-1859)                                                                    | - Princesse de la maison de Habsbourg-Lorraine. Fille de Charles-Louis d'Autriche-Teschen et de Henriette de Nassau-Weilbourg. - Mère de Louis de Bourbon-Siciles, d'Alphonse de Bourbon-Siciles, de Marie-Annonciade de Bourbon-Siciles, de Marie-Immaculée de Bourbon-Siciles, de Gaétan de Bourbon-Siciles, de Maria-Pia de Bourbon-Siciles, de Pascal de Bourbon-Siciles, de Marie-Louise de Bourbon-Siciles et de Janvier de Bourbon-Siciles. |           |
|          | Marie-Sophie en Bavière (1841-1925)                     | - François II des Deux-Siciles (mariage en 1859)                                          | - Duchesse de Calabre (1859) - Reine des Deux-Siciles (1859-1861)                                       | - Princesse de la maison de Wittelsbach. Fille de Maximilien en Bavière et de Ludovica de Bavière. |           |